# Đại học Claude Bernard Lyon 1
Đại học Claude Bernard Lyon 1 (tiếng Pháp: Université Claude-Bernard Lyon 1, UCBL), là một trong ba trường đại học công lập của Lyon, Pháp. Nó được đặt theo tên của nhà sinh lý học người Pháp Claude Bernard và chuyên về khoa học công nghệ, y học và khoa học thể thao. Nó được thành lập vào năm 1971 bằng sự hợp nhất của "faculté des sciences de Lyon" với "faculté de médecine".
Các cơ sở hành chính, giảng dạy và nghiên cứu chính được đặt tại Villeurbanne, với các cơ sở khác nằm ở Gerland, Rockefeller và Laennec trong quận 8 của Lyon. Kèm theo là Đại học Hospices Civils de Lyon, trong đó có "Trung tâm Hospitalier Lyon-Sud", là bệnh viện lớn nhất ở khu vực Rhône-Alpes và lớn thứ hai ở Pháp.
Trong số 2630 giảng viên, 700 người là bác sĩ tại các bệnh viện địa phương. Trường đại học đã hoạt động độc lập từ tháng 1 năm 2009 và có ngân sách hàng năm hơn 420 triệu €.

## Lịch sử
Vào ngày 17 tháng 3 năm 1808, Napoléon I thành lập Đại học Pháp, một tổ chức quốc gia chịu trách nhiệm về giáo dục chính quy từ cấp tiểu học đến đại học. Nghị định này đã tạo ra Học viện Lyon. Khoa Y Lyon được thành lập vào ngày 8 tháng 11 năm 1874 và sau đó được hợp nhất với Khoa Khoa học vào ngày 8 tháng 12 năm 1970 để thành lập Đại học Claude Bernard.